# يوم اللغة الآيسلندية
يوم اللغة الآيسلندية (بالآيسلندية: dagur íslenskrar tungu «يوم اللسان الآيسلندي») يومٌ يحتفل به في 16 تشرين الثاني في كل عام في آيسلندا. تم اختيار هذا التاريخ ليتوافق مع يوم ميلاد الشاعر الآيسلندي يوناس هالجريمسون.
يمنح وزير التعليم في آيسلندا جائزة يوناس هالجريمسون لمن «ساهم بطريقة فريدة لأجل اللغة الآيسلندية».